# YOUNG&FINE (漫画)
YOUNG&FINE -うみべのまちでぼくらはなかよしだったか- （やんぐあんどふぁいん-）は、山本直樹による漫画作品。1992年2月に双葉社より出版。のち1997年10月に新版に改められる。舞台は北海道檜山郡江差町がモデルとなっている。

## あらすじ
主人公である灰野勝彦は同級生の新井玲子と付き合っていた。彼は自分の生活をかなり恵まれたものだとは思っているものの、どこか閉塞感を抱いていた。そんなある日、高校教師として赴任した伊沢学が灰野家に下宿することになる。主人公とその彼女である新井玲子、同じ屋根の下で生活する伊沢学の関係を描く。

## 登場人物
灰野勝彦
主人公。高校2年生で、学校のラグビー部ではナンバーエイトを務める。同級生の新井玲子と付き合っており、その生活に満足はしているもののどこか閉塞感を抱いている。再三彼女とセックスしようとするが断られる。最終話では高校を卒業して町役場に勤めることになるが、一人居場所を失い取り残されてしまう。
新井玲子
付き合って半年になる灰野勝彦の彼女。高校を卒業するまでは処女でいたいと思っており、彼とはペッティングまでしか行わない。彼が、自分を性欲のはけ口と捉えているのではないか、伊沢学と関係を持っているのではないかなどと考えている。彼と別れた後は、東京の大学に進学し小田と付き合う。
伊沢学
灰野家に下宿することになった女性。主人公の7歳年上であり、灰野海彦、西田とは同級生。主人公の通う高校のOBであり、母校に化学の教師として赴任する。かつて灰野海彦に片思いしていたが、話が展開するにつれ主人公に思いを寄せる。毎日の生活に閉塞感を抱いており、酒を飲んでごまかしている。最後は、飲みすぎを諫めてくれた西田とできちゃった結婚にいたる。
灰野海彦
主人公の7歳年上の兄で、ラグビー部のOB。伊沢学、西田とは同級生。かつて東京のビデオ屋でアルバイトをしていたことがある。東京で働いていたが結婚した後は、夫婦共に南米に海外赴任する。
灰野勝彦の母
主人公、灰野海彦の母。看護婦であり、新井玲子の両親と同じ職場に勤める。伊沢学を灰野家宅の離れに下宿させる。最終話では、やりたいことをやって生きていくため、小説家を目指し上京する。
西田
すし屋「寿司現」の店主。現ちゃん。伊沢学、灰野海彦とは同級生。よく店に来ては大量に酒を飲む伊沢学を諫め、そのままできちゃった結婚にいたる。
小田
主人公の同級生で、同じラグビー部員。下宿しており、その部屋がよくラグビー部員たちのたまり場として使われる。最終話では東京の大学に進学し、新井玲子と付き合う。
ラグビー部員たち
よく小田の部屋で騒いでいる。ラグビーの実力はあまりない。
野球部員たち
不祥事により甲子園に出場できなくなることを恐れ、ラグビー部員たちが酒盛りを行っている現場に乱入する。山本直樹の作品には、彼らのようなキャラクターがよく登場する。